# 李尚達
李尚达（1438年—？），以字行，福建福州府闽县人，明朝政治人物。

## 生平
天順三年（1459年）福建己卯乡试中舉。成化十一年（1475年）登乙未科進士，授天长縣知縣，改桃源縣知縣，官至监察御史。弘治二年（1489年），升陝西按察司僉事。

## 家族
曾祖父李剛。祖父李安。父亲李福。